# Gilles de Caen
Gillain ou Gilles (de Caen), probablement originaire de Normandie et mort le 1er décembre 1248, est un évêque de Coutances du XIIIe siècle.

## Biographie
Après la mort d'Hugues de Morville, le siège de Coutances reste vacant pendant huit ans. De cette époque date l'église actuelle de Saint-Nicolas de Coutances. Gilles, cordelier, pénitencier de Grégoire IX, est promu à l'évêché de Coutances en 1246. Il meurt deux ans après.
Au XIIIe siècle, sa bibliothèque arrivée entre les mains de Thomas de Godefroy fut racheté par Thomas Goëlon, chanoine d'Avranches, qui fonda et dota avec la bibliothèque du chapitre d'Avranches.